# Gyalwang Drukpa
 (décembre 2020).

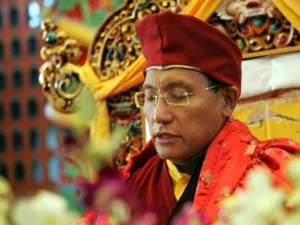
Le 12e Gyalwang Drukpa, chef spirituel du Ladakh.

Le Gyalwang Drukpa est le chef de la branche Drukpa de l'école kagyupa du bouddhisme tibétain. Jigme Pema Wangchen est la 12e et présente incarnation du Gyalwang Drukpa.

## Histoire
La lignée Drukpa fut fondée il y a plus de 800 ans par Tsangpa Gyaré. En 1206, tandis qu’il cherchait un site pour y construire un monastère, il vit neuf dragons (« druk » en tibétain) s'envoler dans le ciel depuis la terre de Nam-gyi Phu. Prenant ceci comme un signe auspicieux, il nomma sa lignée « Drukpa » ou « la lignée des Dragons ». Tsangpa Gyaré fut donc connu comme le 1er Gyalwang Drukpa ; l’actuel Gyalwang Drukpa en est la 12e incarnation.
La lignée Drukpa est renommée pour la pureté de sa transmission et pour ses pratiques yogiques : « La moitié des gens sont des Drukpa, la moitié des Drukpa sont des yogis, et la moitié d'entre eux sont des êtres réalisés», célèbre proverbe tibétain qui se répandit du temps du 4e Gyalwang Drukpa, l'Omniscient Péma Karpo.

## Biographie
Chef suprême de la lignée Drukpa, maître accompli du mahamoudra et du maha-ati, le 12e Gyalwang Drukpa incarne, par son style, la modernité, et par la profondeur de son enseignement, la pure tradition de la lignée des yogis. Outre ses activités traditionnelles, il a récemment lancé le projet « Live to Love »[réf. à confirmer], dont le but est de nous encourager tous à mettre en pratique l’esprit d’éveil, souvent par des actions humanitaires. Un premier concile de la lignée Drukpa se tient en avril[Quand ?] au Népal, dont l’objectif sera de partager la richesse et l'héritage spirituel de la lignée[réf. à confirmer].
La lignée Drukpa est représentée en Europe par la congrégation Pel Drukpay Tcheutsok à Plouray, en France[réf. nécessaire].

## Liste des successifs Gyalwang Drukpa
| Incarnation         | Nom                          | Dates          |
| ------------------- | ---------------------------- | -------------- |
| 1er Gyalwang Drukpa | Drogueun Tsangpa Gyare       | 1161 - 1211    |
| 2e Gyalwang Drukpa  | Kunga Peldjor                | 1428 - 1476    |
| 3e Gyalwang Drukpa  | Djamyang Tcheudrak           | 1478 - 1523    |
| 4e Gyalwang Drukpa  | Kunkhyen Pema Karpo          | 1527 - 1592    |
| 5e Gyalwang Drukpa  | Pagsam Wangpo                | 1593 - 1641    |
| 6e Gyalwang Drukpa  | Mipam Wangpo                 | 1641 - 1717    |
| 7e Gyalwang Drukpa  | Kagyu Trinle Chingta         | 1718 - 1766    |
| 8e Gyalwang Drukpa  | Kunzik Tcheunang             | 1768 - 1822    |
| 9e Gyalwang Drukpa  | Jigme Mingyour Wangyal       | 1823 - 1883    |
| 10e Gyalwang Drukpa | Mipam Tcheukyi Wangpo        | 1884 - 1930    |
| 11e Gyalwang Drukpa | Tenzin Khenrab Guélek Wangpo | 1931 - 1960    |
| 12e Gyalwang Drukpa | Jigme Pema Wangchen          | 1963 - présent |

### Publication
- Gyalwang Drukpa, " Le bonheur est déjà là" Cultiver un esprit heureux et mettre le bonheur en pratique. Traduit de l'anglais par Louise Henri. Édition Marabout.
- Gyalwang Drukpa, Ma folle histoire, trad. d’Alain Sainte-Marie, Arles, France, Actes Sud, coll. « Le Souffle de l'esprit », 2017, 464 p.  (ISBN 978-2-330-08169-0)
- Gyalwang Drukpa, Un chemin peu commun, trad. de Cheuky Sèngué (François Jacquemart), Ed. Claire Lumière, 2010, 2012 pour l'édition française
- Gyalwang Drukpa, La méditation du Dragon, trad. de Cheuky Sèngué, Ed. Claire Lumière, 2001
- Gyalwang Drukpa, Les Merveilles du Gourou, Ed. Claire Lumière, 2009